# Giovanna da Montefeltro
Giovanna da Montefeltro (Urbino, 1463-Roma, 25 de noviembre de 1513) fue duquesa consorte de Sora y Arce, dama consorte de Senigallia, último exponente de la familia Montefeltro que, con su matrimonio con un Della Rovere, continuó el linaje al frente del ducado de Urbino. Su hermana Costanza (1466-1518), se trasladó a Nápoles como esposa de Antonello Sanseverino, príncipe de Salerno y conde de Marsico.

## Biografía
Fue la tercera hija de Federico da Montefeltro, duque de Urbino, y su segunda esposa, Battista Sforza, hija de Alessandro Sforza.
Fue comprometida el 22 de agosto de 1474 con Giovanni Della Rovere, duque de Sora y Arce, señor de Senigallia y vicario papal de Mondavio, hecho "prefecto" de Roma en 1475. La prefectura implicaba el mando de las tropas ordinarias para la protección de la ciudad. La boda se celebró en Roma el 10 de mayo de 1478. La novia, que traía como dote 12.000 ducados, venía de Urbino e hizo escala en Perugia antes de llegar a la capital de los Estados Pontificios, donde los novios residieron durante cerca de un año. El 26 de abril de 1479, Giovanna, de dieciséis años, y Della Rovere, de veintidós, hicieron una entrada solemne en Senigallia, de la que este último era señor, ciudad donde nacerían sus seis hijos. El matrimonio inauguró la rama dinástica de Montefeltro Della Rovere y su descendencia fue la siguiente: 
- Maria Giovanna (Senigallia, 1486 - Bolonia, 1538), que se casó primero con Venanzio da Varano, señor de Camerino, luego con Galeazzo Riario della Rovere Sforza, senador de Bolonia
- Girolamo (Senigallia, 1487 - Senigallia, 1492)
- Beatrice (Senigallia, 1488 - Roma, 1505), monja clarisa en Roma con el nombre de Deodata
- Francesco Maria (Senigallia, 22 de marzo de 1490 - Pesaro, 20 de octubre de 1538), duque de Urbino, cuya consorte fue Eleonora Gonzaga
- Federico (Urbino, 1491 - Senigallia, 1494)
- Costanza (Senigallia, 1492 - Roma, 1507), monja en Roma .

Giovanna con sus cinco hermanas y su media hermana Gentile (1448-1513) vivieron en el palacio ducal de Urbino y en el de Gubbio hasta 1472 con su madre que murió en esta última residencia tras dar a luz al único varón Guidobaldo. Tras este triste acontecimiento, el cuidado de las niñas pasó a manos del influyente sobrino de Federico, Ottaviano Ubaldini della Carda .

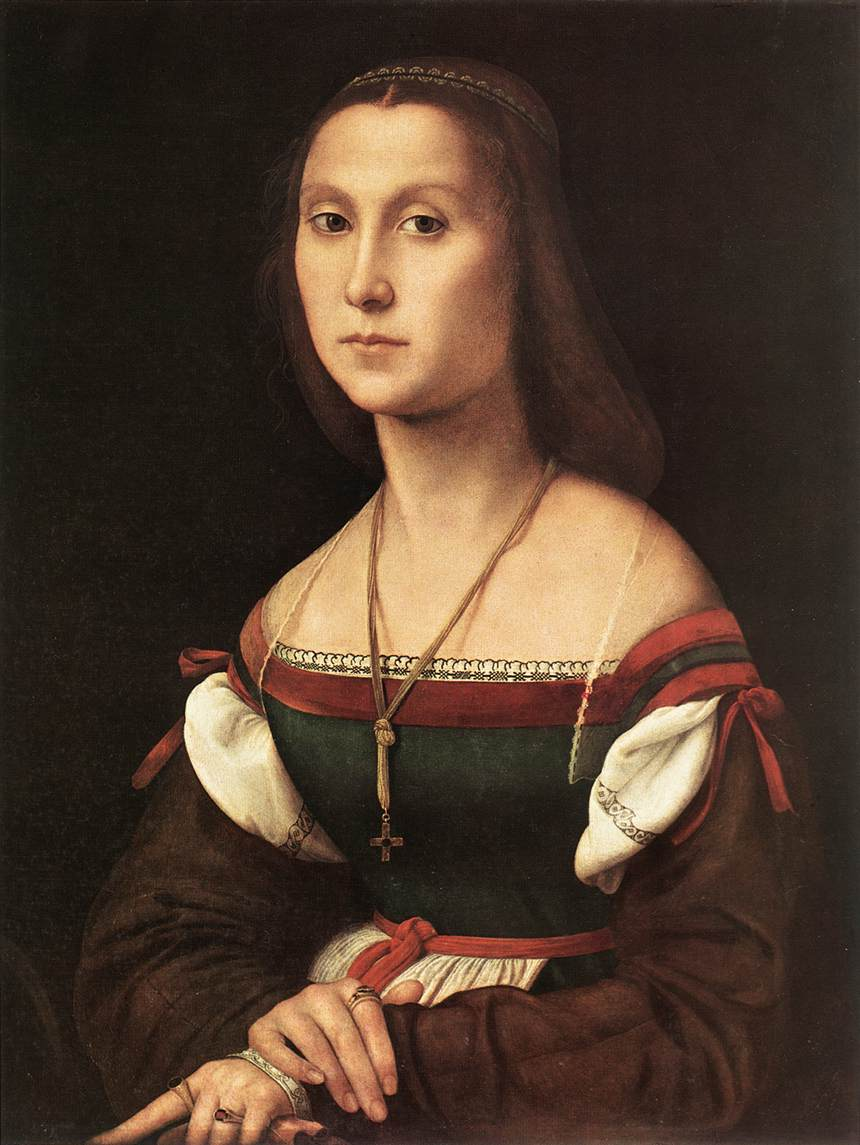
Retrato de una dama de Rafael Sanzio (Galería Nacional de las Marcas)

La prefettessa, como solía ser llamada, fue una mujer "muy digna, muy docta en las ciencias, liberal, prudente y honesta, hermosa de cuerpo, pero más hermosa en la fe y en el alma ", como la describe fray Gratia de Francia, autor de una biografía sobre Giovanni Della Rovere. Vivió con su numerosa descendencia (su consorte a menudo estaba ausente por motivos militares) en la fortaleza de Senigallia, construida por Giovanni junto con el convento de Santa Maria delle Grazie (como agradecimiento por el nacimiento, el 25 de marzo de 1490, del heredero Francesco Maria), lugar de enterramiento de la familia, donde se exhibían la Virgen de Piero della Francesca (ahora en la Galleria Nazionale delle Marche, en Urbino) y la Virgen entronizada con los santos, del célebre pintor Perugino .

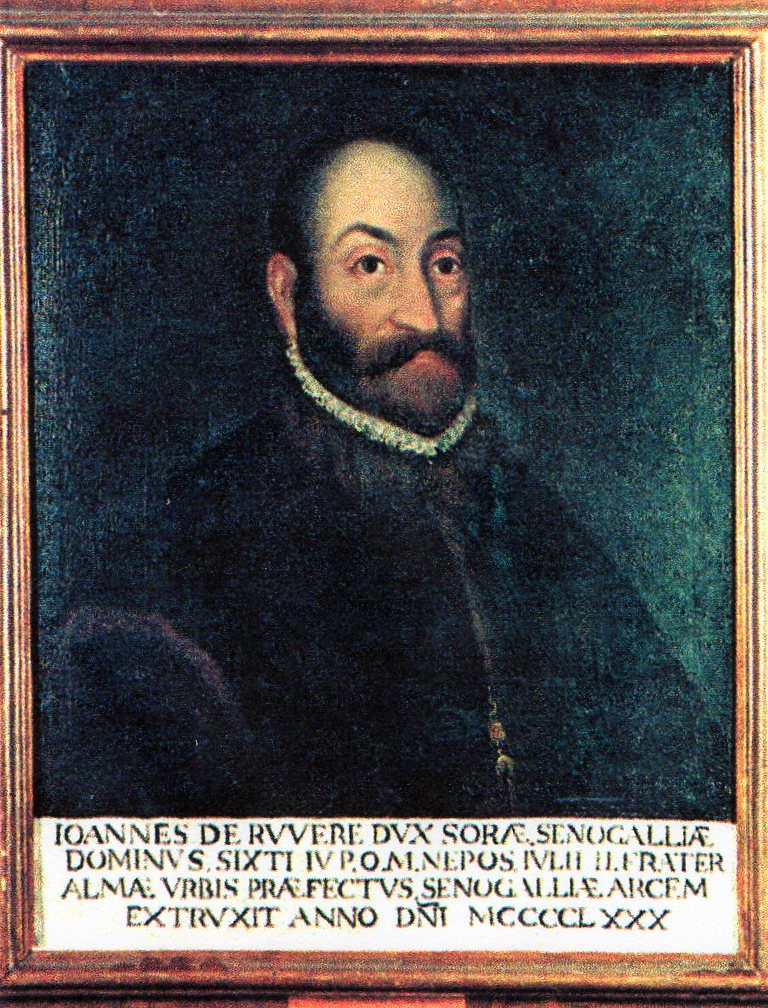
Giovanni Della Rovere

Giovanni había designado en su testamento a su esposa (si no se había vuelto a casar) regente de sus feudos hasta que Francesco Maria cumpliera los dieciséis años. El prefetto murió en noviembre de 1501 y Giovanna administró competentemente los territorios roverescos hasta 1506. Concedió los Estatutos al vicariato de Mondavio. En 1502 su hermano Guidobaldo I da Montefeltro, duque de Urbino, sin hijos, eligió como sucesor a su sobrino que pasó a la corte para ser educado para el papel que le esperaba.Justo en ese año Cesare Borgia ocupó el Estado de Urbino y la familia ducal huyó a Mantua. Giovanna, disfrazada de fraile, huyó de Senigallia de forma aventurera al embarcarse en un barco atracado en el muelle que conectaba la fortaleza con el Adriático .
En 1508 Francesco Maria adquirió el rango de duque de Urbino y su madre asistió a su boda con Eleonora Gonzaga dos años después. Posteriormente, las disputas entre el joven duque y el cardenal Francesco Alidosi hicieron que las tropas francesas penetraran en la península: el papa Julio II (hermano de Giovanni Della Rovere) no ocultó su descontento, especialmente cuando Francesco Maria, en 1511, asesinó al odiado cardenal. Fue absuelto y reintegrado en el ducado sólo por mediación de su madre y respetando las decisiones del pontífice.

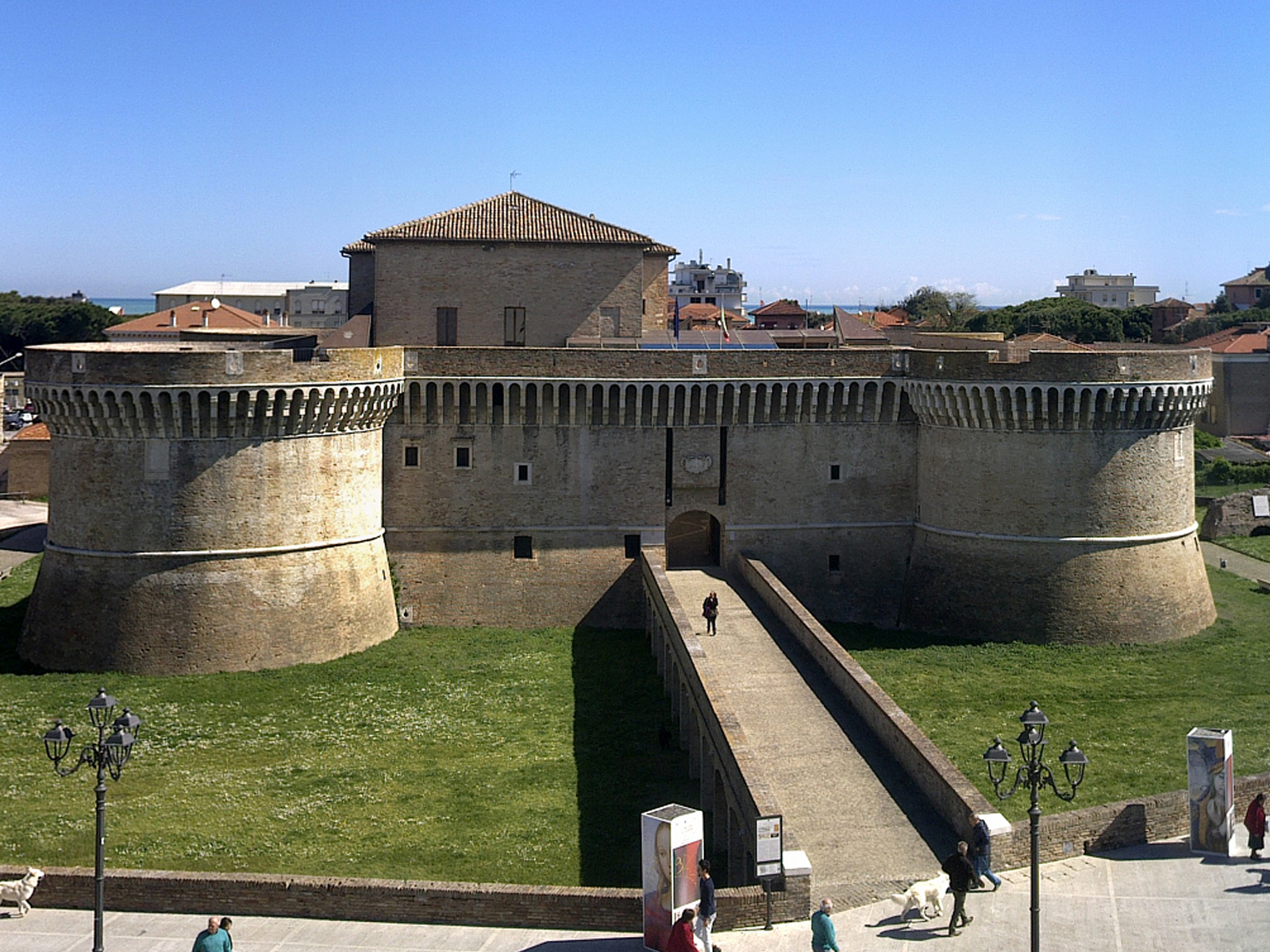
La Rocca Roveresca (Senigallia)

La duquesa de Sora, ilustre mecenas de las artes, acogió a Perugino en su corte como "miembro de la familia" y escribió una carta, fechada el 1 de octubre de 1504, en la que recomendaba al jovencísimo Rafael Sanzio al gonfaloniere de Florencia, Pier Soderini, para recibir al joven artista en la ciudad: algunos suponen que el Retrato de una dama, datable en 1507, es un retrato suyo. Otros estudiosos creen que los ángeles junto a la Virgen de Senigallia, de Piero della Francesca, son la jovencísima Giovanna y su marido Giovanni Della Rovere.
La duquesa mantuvo estrechas relaciones con algunas de sus hermanas, entre ellas: Costanza, cuyo consorte Antonello Sanseverino, príncipe de Salerno, murió en 1499 en Senigallia en el exilio; Agnese, duquesa de Paliano, esposa de Fabrizio I Colonna y madre de Vittoria, poetisa y marquesa de Pescara .
Giovanna Da Montefeltro murió a la edad de 50 años en Roma, en el palacio Della Rovere (en lo que ahora es Via della Conciliazione), dado a su marido por Sixto IV. Fue enterrada en la basílica de Santa Maria del Popolo, dentro del Basso Capilla Della Rovere, construida por el Cardenal Girolamo, sobrino del Papa.

## Referencias

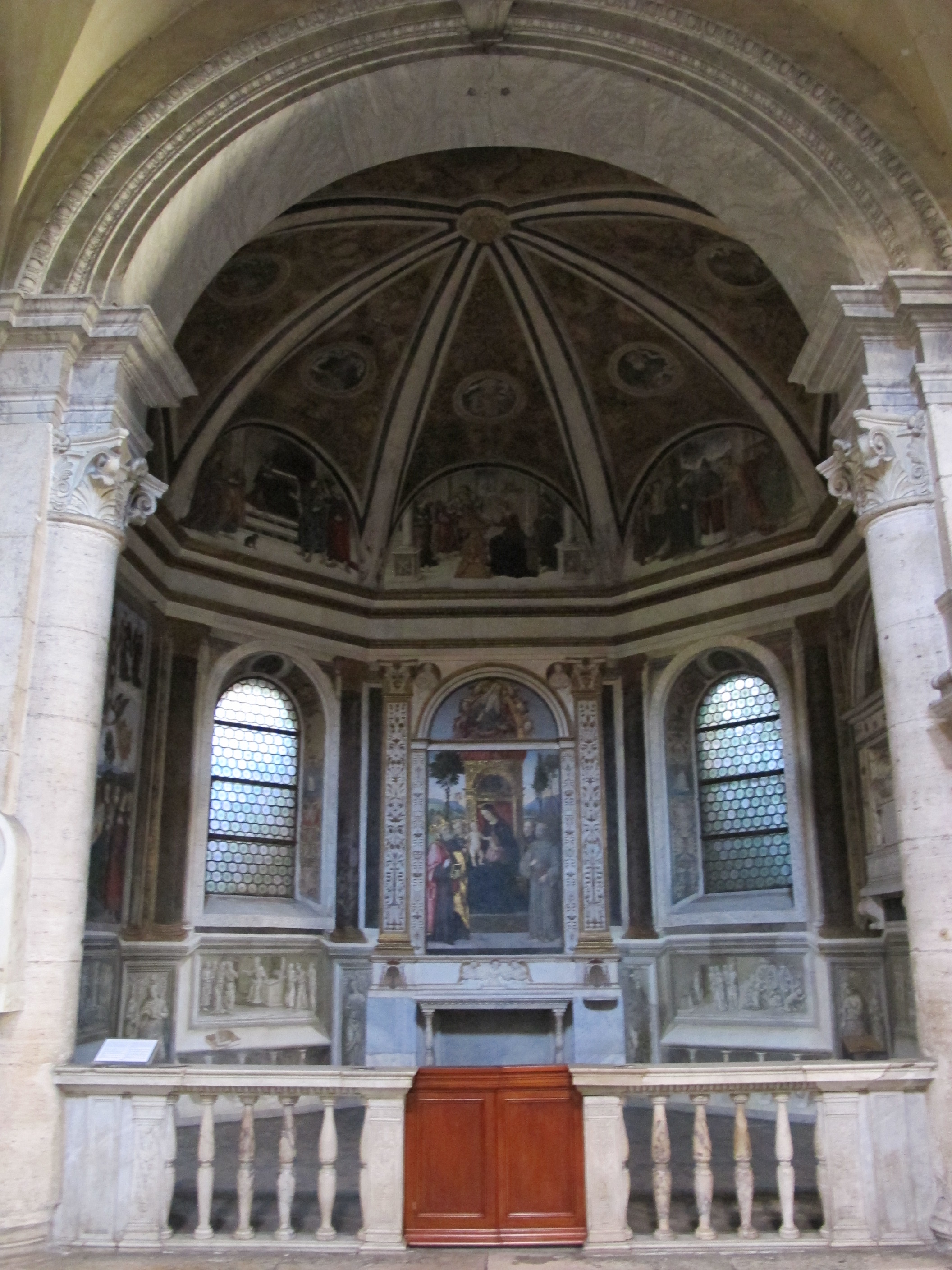
Capilla Basso Della Rovere (Roma), lugar de enterramiento de Giovanna